# Stephan Emig
Stephan Emig (Kassel, 7 gennaio 1976) è un batterista tedesco naturalizzato statunitense noto per essere membro della band rock progressivo Eloy, e come turnista per numerosi artisti.

## Biografia
Iniziata l'attività di turnista a  ventun anni, dopo aver studiato alla Los Angeles Music Academy, come batterista e tastierista, fa parte per un breve periodo dei Triosence, e ha suonato, tra gli altri, con Hamid Baroudi, Christina Lux, David Garrett e Luke Mockridge.
È stato il percussionista per otto anni nel tour per il programma televisivo The Voice of Germany e fa parte della band televisiva Sprengstoff, con la quale ha eseguito il SAT. 1 spettacolo musicale "All Together Now" accompagnato. Ha anche pubblicato il suo libro 5 Habits of a Musical Drummer.
Presso l'Istituto di Musica dell'Università di Scienze Applicate di Osnabrück, Emig è docente di Pop Drums.

## Discografia

### Solista
- 2001 - Real Men Do
- 2004 - When Christmas Comes Around

### Con gli Eloy
- 2009 - Visionary
- 2017 - The Vision, the Sword and the Pyre - Part 1
- 2019 - The Vision, the Sword and the Pyre - Part 2
- 2023 - Echoes from the Past

### Collaborazioni
- 2002 - Essencial - Ellis Paul
- 2002 - Sidi - Hamid Barouidi
- 2006 - Long Way from Montana - Mark Wagner
- 2006 - Free - David Garrett
- 2011 - Good Morning Lilofee - Edgar Knecht